# 谷口典彦
谷口 典彦（たにぐち のりひこ、1954年9月7日 - ）は、日本のシステムエンジニア。富士通アドバンストソリューションズ代表取締役社長や、富士通代表取締役副社長、神戸大学学術研究推進機構特命教授 等を歴任した。

## 人物・経歴
兵庫県神戸市出身。兵庫県立神戸高等学校を経て、1977年神戸大学工学部卒業、富士通入社。金融担当システムエンジニアになり、2001年には富士通システムインテグレーション事業本部プロジェクト統括部長に就任。2003年富士通金融ソリューション本部長、富士通アドバンストソリューションズ取締役。2005年富士通第二バンキングソリューション事業本部長兼みずほ事業本部長、富士通アドバンストソリューションズ代表取締役社長。2007年富士通常務理事。2008年富士通経営執行役。2010年富士通執行役員常務兼金融ソリューションビジネスグループ長。2012年富士通執行役員常務兼金融ソリューションビジネスグループ長兼システムインテグレーション部門副部門長。2013年富士通ビー・エス・シー取締役。2014年富士通取締役執行役員専務。2017年富士通代表取締役副社長。2019年ランドコンピュータ監査役。神戸大学学術研究推進機構学術・産業イノベーション創造本部特命教授 も務めた。専門は電気通信工学。